# Březová (Zlíni járás)
Březová település Csehországban, a Zlíni járásban. Březová Hrobice, Hvozdná, Ostrata, Slušovice és Trnava településekkel határos. Lakosainak száma 506 fő (2024. január 1.).

## Népesség
A település lakosságának változását az alábbi diagram mutatja:
| Lakosok száma | 355  | 326  | 406  | 482  | 450  | 443  | 510  | 516  | 509  | 506  |
|               | 1869 | 1890 | 1921 | 1950 | 1980 | 2001 | 2017 | 2019 | 2022 | 2024 |